# Gymnothorax herrei
Gymnothorax herrei är en fiskart som beskrevs av Charles William Beebe och Tee-van, 1933. Gymnothorax herrei ingår i släktet Gymnothorax och familjen Muraenidae. Inga underarter finns listade i Catalogue of Life.